# Ievguénia Guínzburg
Ievguénia Guínzburg   (Moscou, 20 de desembre de 1904 - Moscou, 25 de maig de 1977), nom complet amb patronímic Ievguénia Solomónovna Guínzburg, rus: Евге́ния Соломо́новна Ги́нзбург, fou una periodista i escriptora soviètica, coneguda principalment per haver explicat la seva experiència a les presons de l'NKVD i els camps del Gulag.

## Família i primers anys
Ievguénia Guínzburg va néixer a Moscou al si d'una família jueva. Els seus pares eren Salomon Abràmovitx (Natànovitx) Guínzburg (1876-1938), un farmacèutic jueu natural de Grodno i la seva dona Rebekka Màrkovna Guínzburg (1881-1949), natural de Vílnius.
El 1920, va començar a estudiar ciències socials a la Universitat Estatal de Kazan, carrera que després canviaria per la de pedagogia. Va treballar com a rabfak (рабфак, рабочий факультет, mestra a la facultat dels treballadors). L'abril del 1934, Guínzburg va ser confirmada oficialment com a docent (aproximadament l'equivalent a un professor associat a les universitats occidentals), especialitzada en la història del Partit Comunista de tota la Unió. Poc després, el 25 de maig, va ser nomenada cap del departament de nova creació d'història del leninisme. A la tardor de 1935, va ser acomiadada de la universitat.
Es va casar primer amb un metge, Dmitri Fiódorov, amb el qual va tenir un fill, Aleksei Fiódorov, nascut el 1926. Va morir el 1941 durant el setge de Leningrad. Al voltant del 1930, es va casar amb Pàvel Aksiónov, de la República Socialista Soviètica Autònoma Tàtar (actual Tatarstan) i membre del Comitè Executiu Central (ЦИК) de l'URSS. El fill d'aquest matrimoni, Vassili Aksiónov, nascut el 1932, acabaria sent un conegut escriptor. Guínzburg, que era membre del Partit Comunista, va continuar la seva reeixida carrera com a educadora i periodista fins a la seva caiguda en desgràcia.

## Persecució
Després de l'assassinat de Serguei Kírov l'1 de desembre de 1934, Guínzburg, igual que molts comunistes (vegeu la Gran Purga), va ser acusada de participar en un "grup trotskista contrarevolucionari", dirigit pel professor Nikolai Naúmovitx Élvov i concentrat en el consell editorial del diari Kràsnaia Tatariia, rus: Красная Татария (Tatària Roja) on treballava. Després d'una llarga lluita per mantenir el seu carnet de partit, en fou expulsada oficialment el 8 de febrer de 1937. Després, el 15 de febrer de 1937, va ser detinguda, acusada de participar en l'activitat contrarevolucionària del grup d'Élvov i d'ocultar aquesta activitat. Pel fet que havia estat membre del partit al llarg d'aquesta suposada activitat, també va ser acusada de "jugar un doble joc.". Des del dia de la detenció, i a diferència de la majoria dels que l'envoltaven, va negar enèrgicament les acusacions de l'NKVD i mai va acceptar cap paper en la suposada "organització trotskista contrarevolucionària." Segons consta en l'interrogatori inicial, quan se li va preguntar si reconeixia la seva culpa, ella va respondre: "No la reconec. No he participat en cap lluita amb el partit trotskista. No he estat membre de cap organització trotskista contrarevolucionària". '
L'agost del mateix any com a "pare i mare de l'enemic del poble", els seus pares van ser detinguts durant un parell de mesos. De resultes d'aquesta detenció, el seu pare, Salomon Guínzburg, va morir. El seu marit va ser detingut al juliol, condemnat a 15 anys de "treball correctiu", i les seves propietats van ser confiscades segons els articles 58-7 i 11 del Codi Penal de la RSFSR .

## Judici
Malgrat els repetits i despietats interrogatoris de l'NKVD que Guínzburg va patir, mai no va reconèixer la seva culpabilitat. L'1 d'agost de 1937, després d'una reunió a porta tancada del Col·legi Militar del Tribunal Suprem de l'URSS, va ser sentenciada a 10 anys de presó amb privació de drets polítics durant cinc anys més i la confiscació de tots els seus béns personals. La sentència va ser declarada definitiva sense possibilitat d'apel·lació. Guínzburg va escriure més tard, en una carta al president del Presídium del Soviet Suprem de la Unió Soviètica, que tot el seu "judici" va durar set minuts, incloent el qüestionament i la lectura de la sentència: "Els meus jutges tenien pressa de manera que no van respondre a cap de les meves preguntes i declaracions." Curiosament, en un dels capítols més reveladors de la seva autobiografia, Guínzburg expressa gran alleujament en escoltar el veredicte, perquè havia temut, fins aquell moment, que l'anaven a condemnar a mort:
| «                                                       | Viure! Sense propietats, però què era això per a mi? Que ho confisquin tot! Al capdavall són bandits i la confiscació és el seu negoci. Ells no trobaran res que els faci servei: alguns llibres i roba... Perquè ni tan sols teníem una ràdio. El meu marit era un comunista lleial, de la vella guàrdia, no era algú que, com ells, tingués un Buick o un Mercedes ... Deu anys! (...) ¿Vostès [els jutges], amb aquesta cara de peix bullit, realment es pensen que poden anar robant i assassinant durant deu anys més? Creuen de debò que no hi haurà gent al partit que els aturarà, tard o d'hora? I per veure aquell dia he de viure. A la presó, si cal, però he de viure de totes totes! (...) Vaig mirar els guàrdies; les seves mans seguien creuades darrere de l'esquena. Cada nervi del meu cos s'estremia amb l'alegria d'estar viva. Quina cara més maca que tenien els guàrdies! Nois pagesos de Riazan o Kursk, molt probablement. No podien deixar de ser guàrdies; no hi ha dubte que eren reclutes. I havien unit les seves mans per evitar que caigués. Però no calia, no anava pas a caure. Tot d'una vaig deixar anar els meus rínxols, abans d'enfrontar-me al tribunal, per tal de no deshonrar la memòria de Charlotte Corday. Llavors vaig somriure amigablement als guàrdies, que es van quedar sorpresos en mirar-me. | » |
| — Ievguénia Guínzburg Krutoi marxrut ("Ruta costeruda") | |   |

## Empresonament i exili
Ievguénia va experimentar de primera mà les famoses presons de Lefórtovo i Butirka, de Moscou, i el penal de Iaroslavl (conegut com l'"aïllador polític"). Va creuar l'URSS en tren fins al camp de classificació de Vladivostok i va ser posada al celler de càrrega del vapor Djurma (Джурма) el destí del qual era Magadan. Allí va treballar en un hospital de campanya, però aviat va ser enviada als durs camps de la vall de Kolimà, on se l'assigna als anomenats "llocs de treball comuns" i ràpidament es va convertir en una dokhodiaga (rus: доходяга, traduïble per "morta en vida"). Un metge alemany de Crimea, Anton Walter, probablement li va salvar la vida mitjançant la seva recomanació per a un treball d'infermeria; finalment es van casar. Anton havia estat deportat a causa de la seva ascendència alemanya.

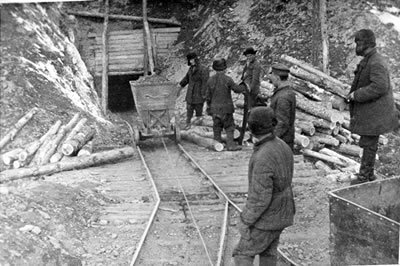
Mina d'or a Kolimà

Al febrer de 1949, Guínzburg va ser alliberada del sistema Gulag, però havia de romandre a Magadan durant cinc anys més. Va trobar feina en un jardí d'infància i va començar a escriure les seves memòries en secret. No obstant això, a l'octubre de 1949, va ser detinguda de nou i exiliada a la regió de Krasnoiarsk; però, a petició d'ella, el seu destí va ser canviat pel de Kolimà en l'últim minut. Aquest cop no se li va donar cap raó per la seva segona detenció i exili.
Després del canvi de la seva condició de detinguda a la d'exiliada, va poder casar-se amb el doctor Anton Walter, que patia la mateixa dissort que ella. La parella va adoptar una nena òrfena, Antonina, que més tard esdevindria actriu (Antonina Pàvlovna Aksiónova).

## Rehabilitació i darrers anys
Després de la mort de Ióssif Stalin el 1953 i després de repetides apel·lacions a diverses autoritats perquè es reconsiderés el seu cas, va ser alliberada de la pena d'exili (el 25 de juny de 1955) i se li va permetre tornar a Moscou. Fou rehabilitada el 1955.
Va tornar a Moscou, on va treballar com a periodista; va continuar escrivint la seva obra magna, el seu llibre de memòries Krutogo marxruta (rus: Крутого маршрута, literalment "Ruta costeruda"), traduït a diverses llengües.Va acabar el llibre en 1967, però no va poder publicar-lo a l'URSS de manera oficial, per la qual cosa es va distribuir a la Unió Soviètica en forma de samizdat, i va ser publicat per primera vegada oficialment a la Unió Soviètica el 1990. És un dels testimonis més importants del terror estalinista i una de les obres més interessants de l'anomenada "literatura dels camps". Amb Varlam Xalàmov i Anatol Krakowiecki, és una de les autores més reconegudes en el testimoniatge literari dels camps de Kolimà.
El manuscrit va sortir clandestinament a l'estranger i fou publicat el 1967 per Mondadori a Milà i Possev a Frankfurt del Main, sense el coneixement de l'autora.Amb el temps, les seves memòries es dividiren en dues parts, els títols de les quals en rus són: "Krutoi marxrut I" i "Krutoi marxrut II". Va morir a Moscou als 72 anys.

## Obra literària
- 1967. El vértigo, Editorial Noguer. Traducció al castellà de Fernando Gutiérrez.
- 2005. El vértigo, Galaxia Gutenberg. ISBN 9788481095036

## Films
De la seva novel·la autobiogràfica se n'han fet dos films. El primer dels quals és italià, E cominciò il viaggio nella vertigine, un film de Toni De Gregorio, del 1974, amb Milena Vukotic i Ingrid Thulin com a protagonistes. El segon, Within the Whirlwind, dirigit per Marleen Gorris, el 2009, amb Emily Watson com a protagonista. Per a més detalls, vegeu l'apartat d'enllaços externs.